# Plecotus kozlovi
Plecotus kozlovi és una espècie de ratpenat de la família dels vespertiliònids. Viu als deserts del Gobi i Takla Makan, així com a la conca de Qaidam, a la Xina i Mongòlia. Sovint se'l classifica com a subespècie del ratpenat orellut septentrional (P. austriacus), però el 2006 se'l reconegué com a espècie pròpia dins del grup P. auritus.
P. kozlovi és l'espècie més grossa del seu gènere, per davant de P. turkmenicus. Té el pelatge molt espès. L'esquena és de color marró groguenc clar, mentre que el ventre és blanc. Té la cara nua, però presenta pèls blancs al front i les galtes. La membrana caudal és nua, molt clara i mig transparent. Fou anomenat en honor del viatger i explorador rus Piotr Kozlov.